# 楊梅國中校長宿舍
24°54′19″N 121°08′44″E / 24.905167°N 121.145652°E
楊梅國中校長宿舍，位於臺灣桃園市楊梅區紅梅里，今與周邊的職員宿舍等桃園市歷史建築以「楊梅故事園區」之名活化。

## 歷史

### 早期

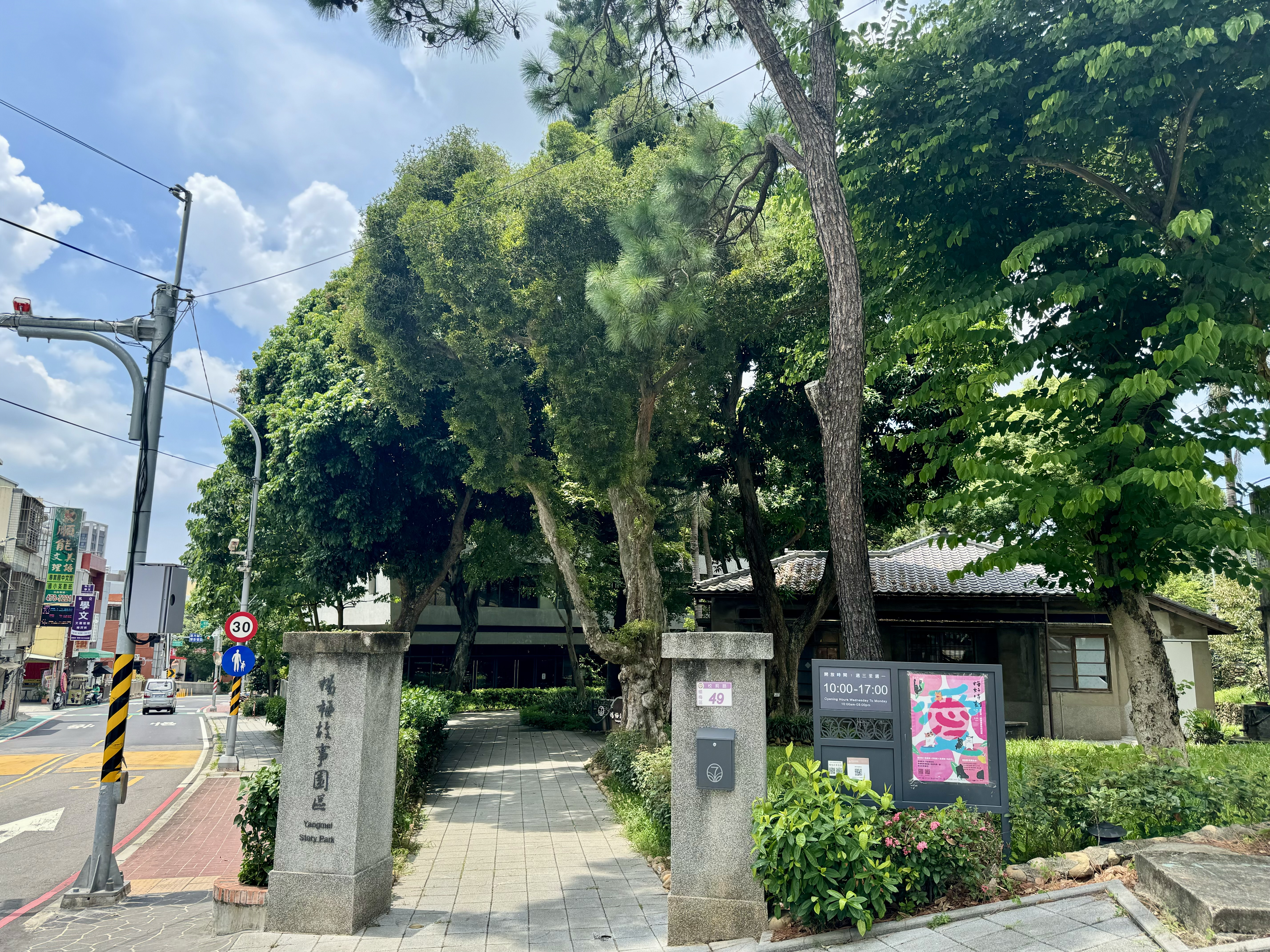
校長宿舍入口

楊梅中學校長宿舍位於楊梅區校前路及中山路125巷交叉路口，校前路49號。建物於1953年7月竣工後，楊梅中學首任校長張芳杰就入住到1968年。
此校長宿舍整體佔地約300坪，單層樓獨棟面積樓約50坪，屋頂採檜木構架與日式黑瓦，入口壁面及門柱有洗石子水平飾帶，設有通風的換氣孔及犬走，風格屬於和洋折衷、日治後期現代主義建築。庭院的青楓和朴樹大約20世紀中葉種植。
過去因交通不發達，張芳杰便讓遠地的學生住在自己宿舍。張芳杰孫女張玖如說祖父常宴請親朋好友，連書房和客廳也會擺桌。1968年由葉國光任首屆楊梅國中校長時，張芳杰就搬到隔壁棟安養退休。葉國光在1973年退休後繼續續住此校長宿舍，直到數年後代替許信良作桃園縣代縣長。之後宿舍因託管的楊梅國中無力維持，便由家長會長陳政光請託紅梅里長劉金鑑帶領志工整理成為里內的小公園。

### 活化

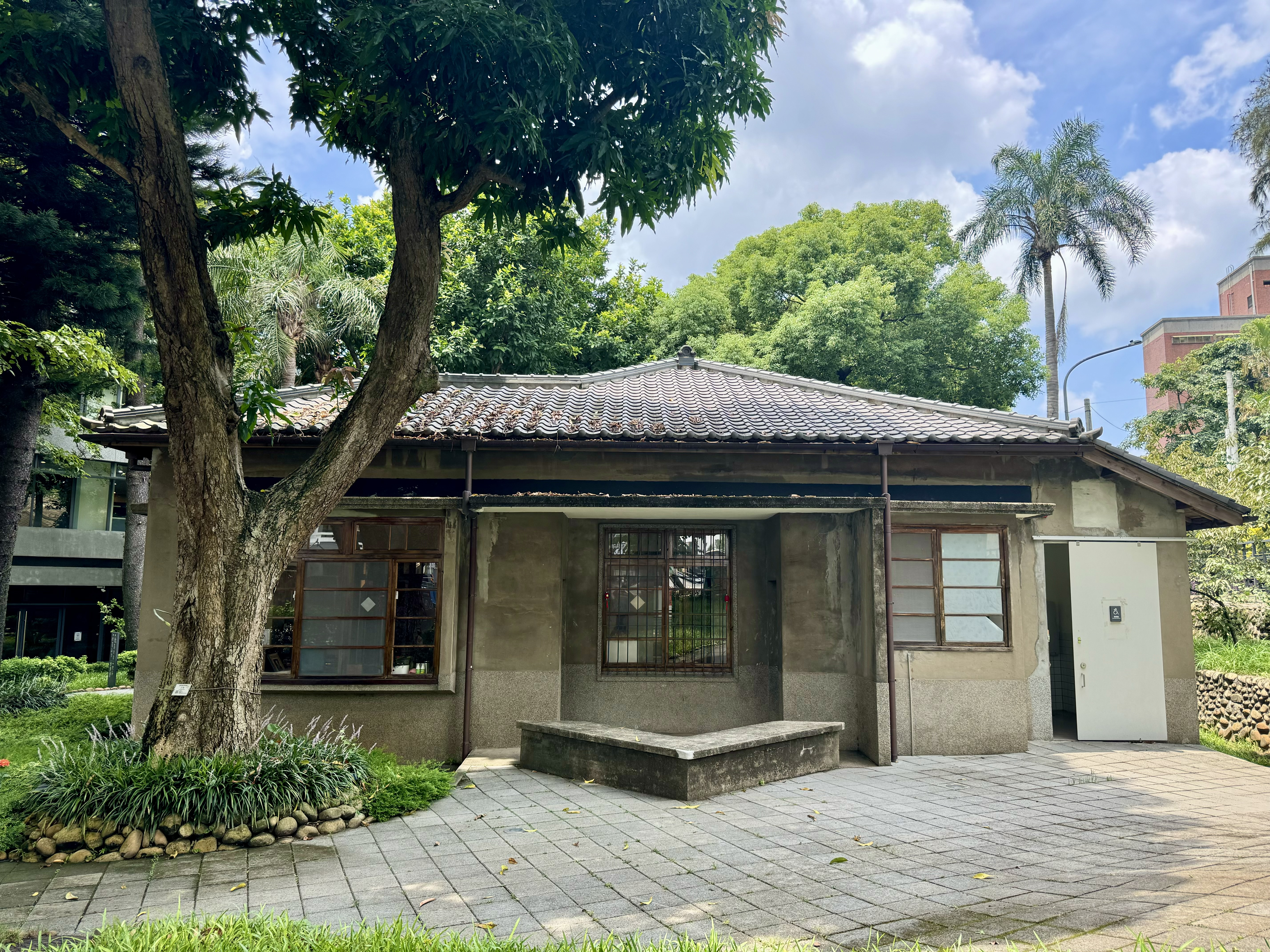
宿舍旁側

2008年4月14日，鎮長彭聖富前往勘察後，認為楊梅中學校長宿舍可作爭取作楊梅婦幼館。在張芳杰女兒張琪玲、張琪玲學生傅素芬等人爭取楊梅中學校長宿舍作文史保留。2012年10月17日登錄為歷史建築後，撥移桃園市政府文化局管理。為避免破壞，一旁新建的桃園市立圖書館紅梅分館還因此變更設計，從5層樓改為只蓋3層樓高。
2013年3月2日，校長宿舍以「楊梅故事館」之名作活化開幕，並邀張芳杰遺孀張陳送妹、畫家謝孝德、前鎮長傅標榮到場。2015年12月27日後，暫時關閉以作修繕。2017年1月16日，市長鄭文燦出席開工時，表示楊梅中學校長宿舍與6戶12連棟教職員宿舍結合成「楊梅故事園區」，以新台幣4900萬元整修。2018年8月10日竣工。

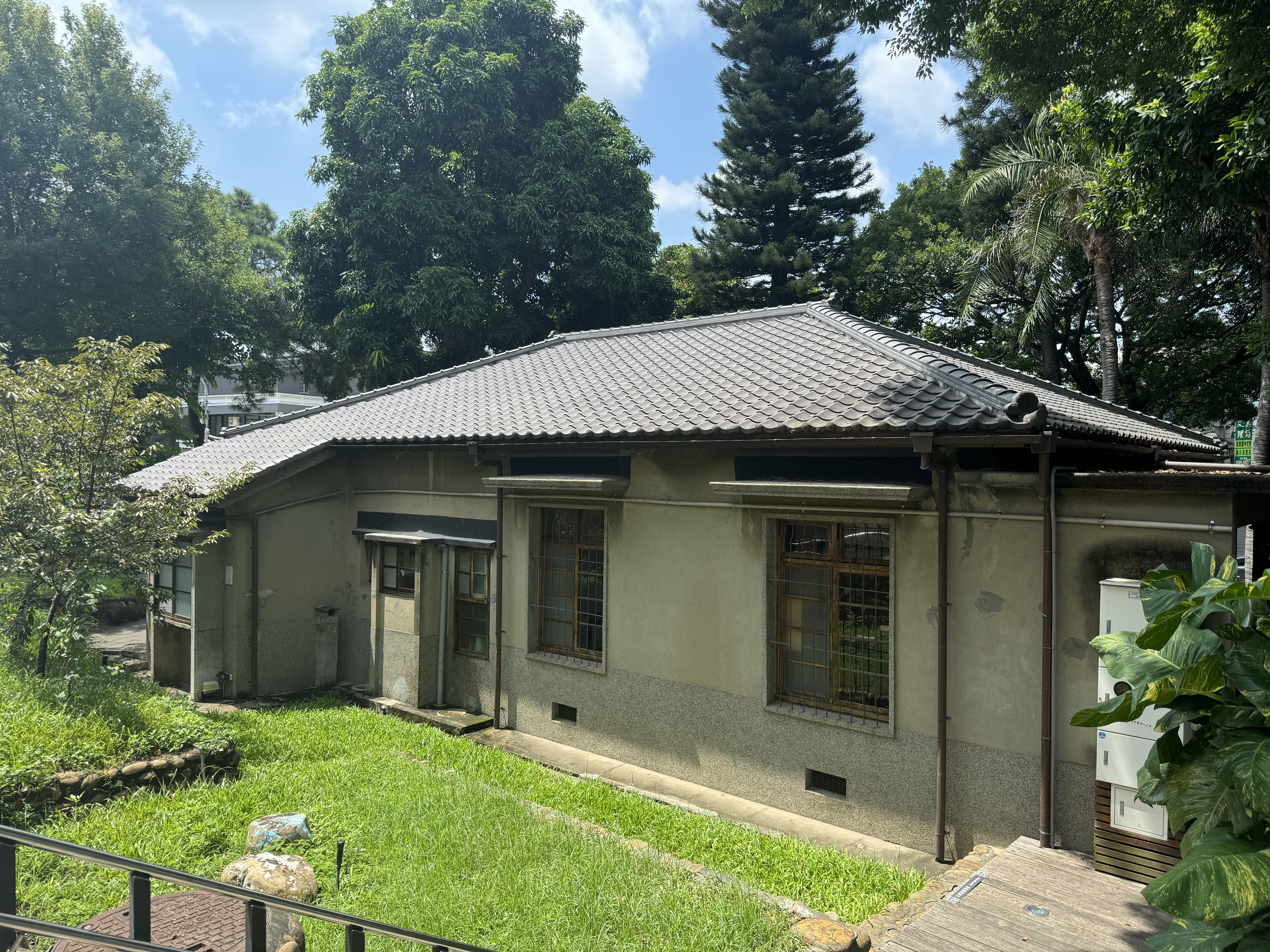
楊梅中學校長宿背側